# Percnia luridaria
Percnia luridaria là một loài bướm đêm trong họ Geometridae.

## Hình ảnh

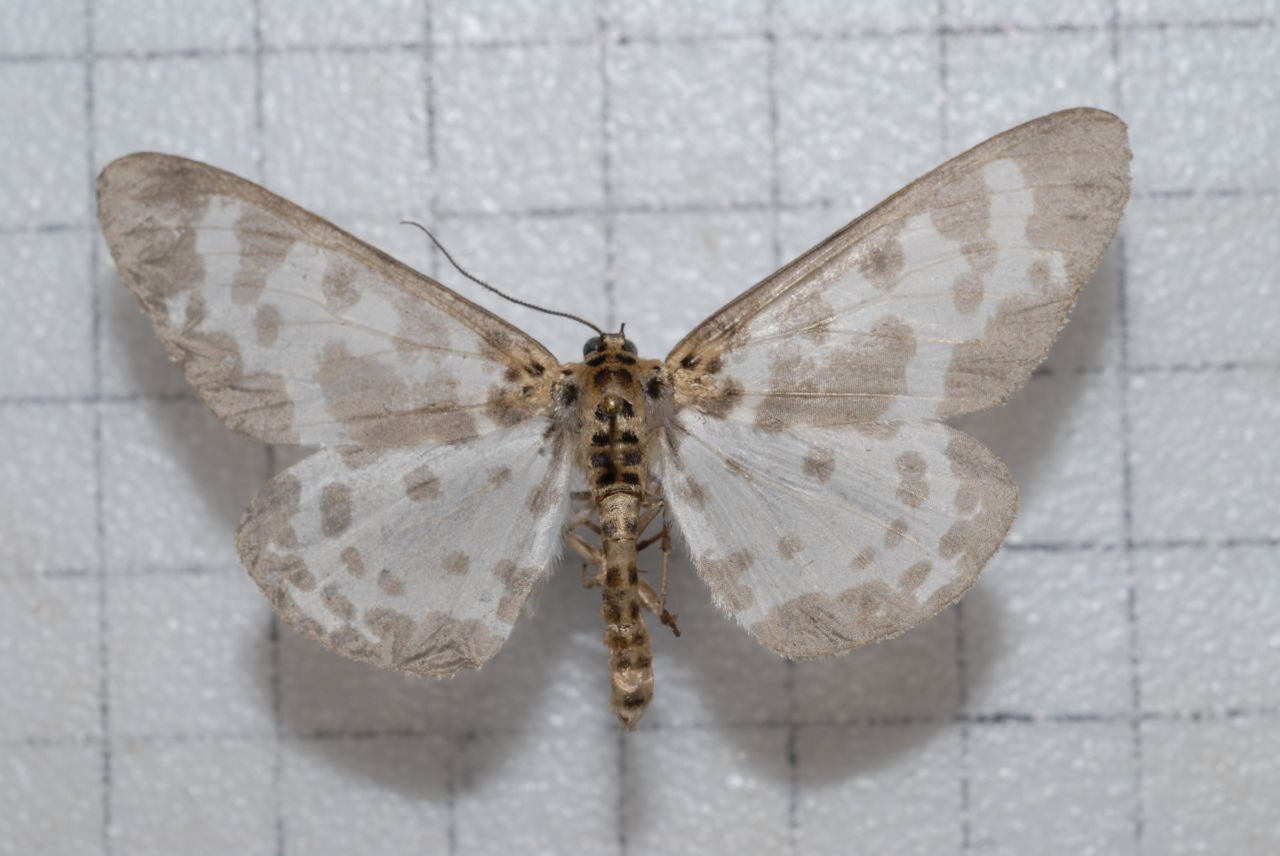